# Criolofosaure
El criolofosaure (Cryolophosaurus, "llangardaix de cresta freda") és un gènere de dinosaure teròpode de grans dimensions, amb una cresta estranya sobre el cap.